# WCTV Tower

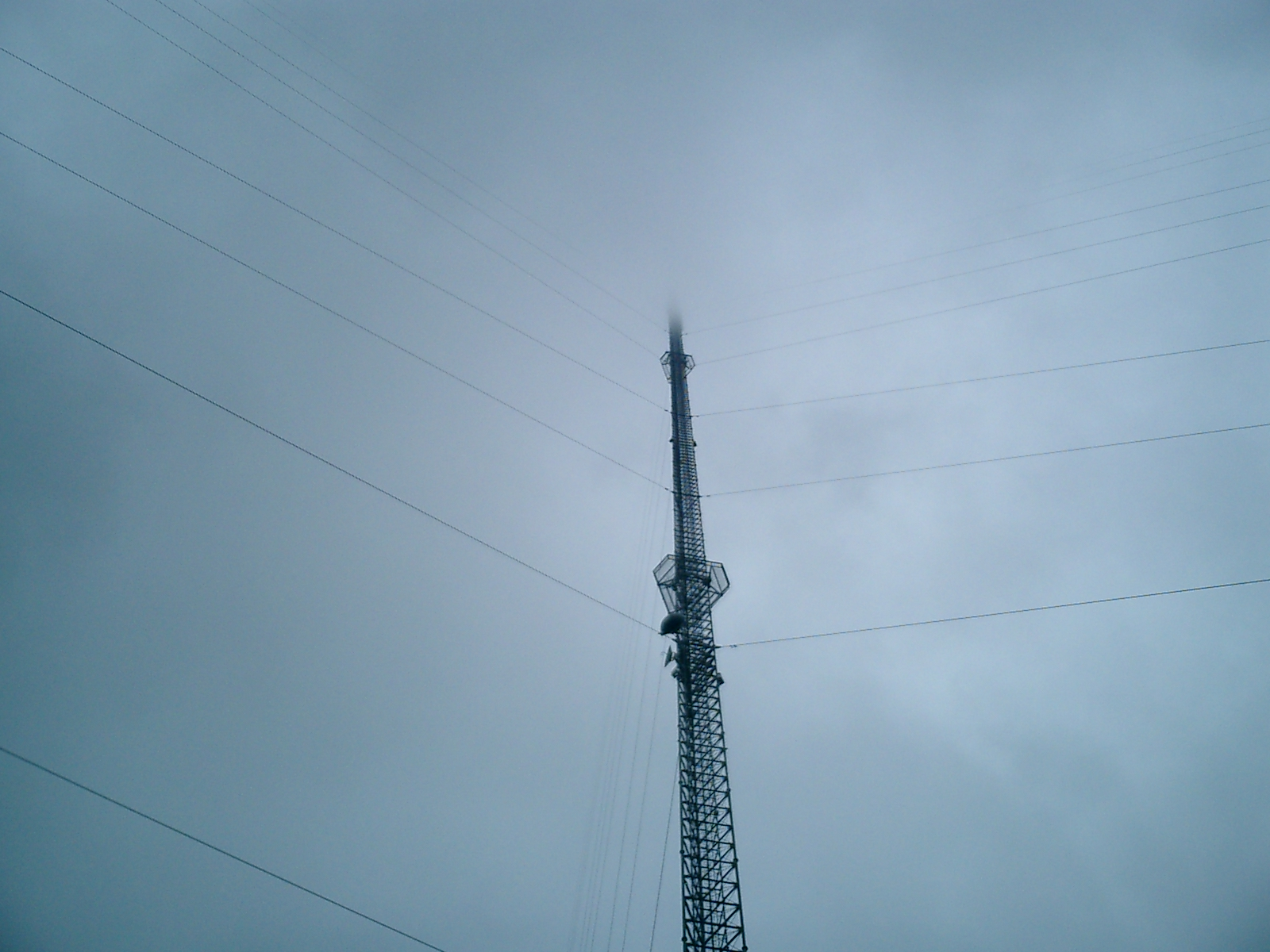
WCTV Tower

WCTV Tower – maszt telewizyjny w miejscowości Metcalfe w stanie Georgia. Wybudowany w roku 1987. Jego wysokość wynosi 609,6 metra.